# سوزئنو
سوزئنو (به پرتغالی: Suzano) یک منطقهٔ مسکونی در برزیل است که در ایالت سائو پائولو واقع شده‌است. سوزئنو ۲۰۶٫۲۴ کیلومتر مربع مساحت و ۲۸۵٬۲۸۰ نفر جمعیت دارد و ۷۴۹ متر بالاتر از سطح دریا واقع شده‌است.